# Die letzten Helden
Die letzten Helden ist der Name einer deutschen Fantasy-Hörspielreihe. Die Produktion zählt aufgrund ihrer hohen Zahl an Schauspielern/Synchronsprechern, sowie der ungewöhnlichen Laufzeit pro Episode, als eine der größten Hörspielproduktionen der Hörspielgeschichte. Später folgten Adaptionen in anderen Medienbereichen. Es existiert ein Magazin, mehrere Hörbücher und Bücher.
Die Handlung Der letzten Helden ist in vier Akte unterteilt. In jedem Akt wird Fokus auf eine andere Charakterriege gelegt, bis diese im letzten Akt zusammenlaufen. Der Handlungsbogen wird als „Konzil Saga“ bezeichnet. Mit den „Die Abenteuer der Letzten Helden“ startete eine Spinoff Serie Ende 2021.

## Handlung

### Akt 1 – Das Konzil der Elemente
Der junge Magier Sir X will das geheimnisvolle Konzil der Elemente finden, welches Wissen und Macht unendlichen Ausmaßes verspricht. Dazu vollzieht er ein gefährliches Ritual, welches ihn telepathisch mit dem Dämonen Eye verbindet, ihm aber langfristig den Tod bringen wird. Von nun an hat er Visionen, die ihm den Weg weisen. Sein Begleiter auf der Suche nach dem Konzil ist der junge Ritter Amon von Falkenfels.
Über den Wolken Mordens
Nachdem X in der Magierakademie von Falkenfels das Ritual vollzogen hat, wird die Stadt von imperialen Truppen angegriffen. Es gelingt ihm, mit Amon und Eye zu fliehen. Sie beginnen ihre Reise mit dem Flugschiff Luftdrache, doch ihre Feinde scheinen ihnen gefolgt zu sein – ein Mitreisender fällt einem Giftanschlag zum Opfer, der offenbar Sir X galt. Nun gilt es, den Mörder unter den Passagieren zu finden, ehe er wieder zuschlägt.
Um ihn herauszulocken, durchfliegt man das Reich der Traumspinnen. Diese magischen, in den Wolken lebenden Wesen ernähren sich von Träumen und Erinnerungen und weben die Reisenden in eine Scheinwelt ein, in welcher der Täter gefahrlos ermittelt werden kann; er entpuppt sich als Formwandler, der Teil einer größeren Verschwörung scheint. Es gelingt Amon schließlich, sie aus dem Netz der Traumspinnen zu befreien. Dabei kappt deren Königin Arachnae den Faden seines Schicksals und macht ihn so zu einem freien Wesen, unberührt von der Vorbestimmung.
Die Katakomben von Danbar
Die Tätowierung, die X von seinem Ritual zurückbehalten hat, beginnt, sich immer weiter über seinen Körper auszubreiten. Sollte sie sein Herz erreichen, ehe er das Konzil gefunden hat, würde das seinen Tod bedeuten. Damit einher gehen jedoch auch Visionen, die ihn in das unterirdische Tunnelsystem unter der Stadt Danbar führen. Diese finsteren Katakomben sind mit ihren Fallen und Monstern schon so manchem Abenteurer zum Verhängnis geworden – ganz zu schweigen von dem blutrünstigen Drachen, der in ihrem Herzen haust. So engagieren sie die zwielichtigen Fremdenführer Draco, der ihnen den Weg durch das Labyrinth weist, zudem ist X im Traum ein Gedicht zuteilgeworden, was ihm hilft, die Rätsel zu lösen, die den Weg zum Zentrum versperren.
Nach sieben Herausforderungen, die alle mit der Zahl Sieben zu tun haben, finden sie die Schatzkammer im Zentrum und werden mit dem Drachen konfrontiert, bei dem es sich um niemand anderen als ihren Führer Draco handelt, der Menschengestalt angenommen hat, um Opfer in seine Höhle zu locken. Zwar unterliegen sie ihm im Kampf, doch als sie ohnmächtig sind, taucht der geheimnisvolle „Wanderer“ auf und tötet den Drachen.
Die Wüste der Ewigkeit
In der Wüstenregion von Karakesch geraten die Helden in Gefangenschaft und werden auf dem Basar als Sklaven verkauft. Amon muss sich in der Arena als Gladiator beweisen, während ein dekadenter reicher Kaufmann X als magisches Spielzeug erwirbt. Zudem stellt sich heraus, dass sie seit Beginn ihrer Reise von dem Assassinen Artemis verfolgt werden, der Amon schließlich in der Arena entgegentritt. Auch ihm scheint das Schicksal eine größere Rolle zugedacht zu haben, denn nach seiner Niederlage rettet der Wanderer auch sein Leben.
Aus der Sklaverei entkommen suchen die Helden in der Wüste Bastrabun, den Titanen der Erde auf, der sich im Bann des ebenso mächtigen, wie bösartigen Magiers Nebahath befindet. Es gelingt X, Nebahath zu überwinden und seine Kontrolle zu lösen, doch dem verwundeten Titan kann nur noch der Tod Erlösung bringen. Auch hierzu bedarf es der Hilfe des Wanderers.
Das Herz des Kristallwaldes
Der Kristallwald von Ristan ist ein Wunder, das in aller Welt geschätzt wird, doch als die Helden dort eintreffen, leidet das Dorf unter einer blutrünstigen Bestie, die man den roten Tod nennt und die immer wieder Menschen das Herz herausreißt. Bei seinen Ermittlungen entdeckt X, dass das Imperium die örtlichen Kristallminen kontrolliert und dort entführte Magiebegabte als Sklaven schuften lässt. Denn die Kristalle führen ein Eigenleben, ernähren sich von Magie und haben den roten Tod als ihren Wächter erschaffen. Es kommt schließlich zur Konfrontation mit dem General der imperialen Truppen, der sich im Duell mit Amon als der Leichenlord entpuppt. Eine untote Kreatur, deren Magie X erheblich schwächt, so dass ihnen nur die Flucht bleibt. Als blinde Passagiere an Bord eines imperialen Luftschiffs gelingt es ihnen, zu entkommen.
Jenseits des Meeres der Verlorenen Seelen
Von den Kristallen und der Macht des Leichenlords geschwächt, spürt X, dass ihm nicht mehr viel Zeit bleibt, das Konzil zu finden. Ihre nächste Station sind die Tore der Unterwelt selbst, doch dorthin gelangen sie nur auf dem Seeweg. Es gelingt ihnen, auf dem gefürchteten Piratenschiff Eternity unterzukommen, doch auch hier an Bord geht nicht alles mit rechten Dingen zu. Wie es sich herausstellt, ist die Eternity ein Geisterschiff, deren Mannschaft schon lange tot ist und sich nun unter der Kontrolle einer teuflischen Nekromantin befindet, die es auf die in X schlummernde Macht und seine Bestimmung abgesehen hat.
Mit Hilfe Leviathans, des Titanen des Meeres, gehen die Helden auch aus dieser Begegnung siegreich hervor und erreichen in einer Höhle schließlich ihr Ziel: Das Tor zur Unterwelt.
Das Tor der Toten
Da im Reich der Toten keine Zeit vergeht, ist auch der Countdown der X’ Leben bedrohte, gestoppt. Doch neue Gefahren erwarten die Gefährten: Amon wird von Illusionen umgaukelt, die ihm einreden, X sei sein Feind, der hinter dem Angriff auf seine Heimat steht und ihn nur manipuliert habe, um ihn für die Vollendung des Rituals zu opfern.
Kaum, dass sie der Wahnwelt entkommen sind, nimmt Cerberus, der gnadenlose Höllenhund ihre Verfolgung auf. In der Stadt der Toten treffen sie ihren ehemaligen Führer Draco wieder, der sie aber auch hier wieder in eine Falle lockt. Der Tod selbst schließlich überwältigt die Helden in seinem Thronsaal und macht sie zu seinen Gefangenen. Jedoch erhält er Berichte, dass jemand anderes in seine Welt eingedrungen sei...

### Akt 2 – Der Lord der Toten
Bevor X zu seiner Suche nach dem Konzil aufbrach, wurde in der Wildnis ein Junge namens Adran geboren. Von Anfang an ist ihm der Tod bestimmt, doch immer wieder kann er sich seinem Schicksal entziehen. Denn auf ihn wartet eine große Rolle im Spiel kosmischer Mächte.
Das todgeweihte Kind
Chronarius der Schicksalsmeister und der Wanderer beobachten das Leben Adrans. Obwohl ihm der Tod in der Wiege bestimmt war, entkommt er seinem Schicksal und wird Mitglied einer Kinderbande in den Straßen von Tristan. Doch der Herr der Unterwelt hat nicht vor, sich das todgeweihte Kind entgehen zu lassen. So spürt der satanische Graf Guildenstern Adran auf und tötet ihn, doch auch im Jenseits widersetzt sich der Junge dem Willen des Todes. Beeindruckt nimmt sich der Wanderer seiner an und führt ihn zu einer neuen Bestimmung: So besiegt Adran den Tod selbst und erlöst die, von ihm versklavten Seelen. Dabei befreit er auch X und seine Gefährten, sowie das geheimnisvolle Mädchen Mana, das ebenfalls ein besonderes Schicksal hat.
Das Turnier der Zauberer
Mit Hilfe Adrans dem Herren der Unterwelt entkommen, trifft X seinen alten Lehrmeister Sir Gavvendyl wieder. Er will X helfen, die verborgenen Mächte und Wahrheiten in seinem Inneren zu finden und lässt ihn tief in die eigene Erinnerung eintauchen … in seine Jugend, als er an einem magischen Turnier teilnahm. In dieser vergessenen Episode seines Lebens hatte er nicht nur eine frühe Begegnung mit Draco, sondern auch mit dem verschlagenen Seher Balthasar, der sich über ein Ritual, wie er es viele Jahre später selbst vollziehen sollte, mit ihm verband, um so Kontrolle über ihn zu erlangen.
Gemeinsam mit Meister Gavvendyl gelang es ihm, den Bann zu lösen und das Ritual rückgängig zu machen, der Preis dafür war aber das Vergessen. Gerade noch rechtzeitig bemerkt X, dass der Gavvendyl, der ihn durch die Erinnerung führt, in Wahrheit der getarnte Tod ist, der ihm so sein verborgenes Wissen entlocken will. So erfahren sie die bittere Wahrheit: Sie befanden sich die ganze Zeit weiterhin in der Unterwelt, da sie kurz nach ihrer Befreiung ermordet wurden.
Die Festung des Frostwurms
Zwar können X und Eye von der Insel entkommen, auf die der Tod sie verbannt hatte, doch sind sie noch immer in dessen Reich gefangen. Zudem wurde ihrem Freund Amon die Erinnerung geraubt, um ihn zu einem loyalen Diener des Unterweltherrschers zu machen. Als Schwarzer Ritter und in Begleitung Dracos verfolgt er seine ehemaligen Gefährten nun gnadenlos.
Im Land ewiger Kälte werden sie zudem von dem gigantischen Frostwurm bedroht, treffen sie auf die wunderschöne Aura, die ihnen Zuflucht in ihrer Eisfestung verspricht. Doch diese Zuflucht entpuppt sich als Falle, auch Aura dient dem Tod. Ehe sie X und Eye diesem jedoch ausliefern kann, werden sie vom Frostwurm befreit, der sich als ein Wächter des Konzils der Elemente herausstellt und ihnen nie Böses wollte.
Der Sumpf des Vergessens
Noch immer vom Schwarzen Ritter Amon verfolgt, führt ihre Flucht X und Eye in eine endlos erscheinende Sumpflandschaft. Doch nicht nur die Hitze und die Insekten zehren an ihren Kräften. Immer wieder beginnen die Erinnerungen des Magiers zu schwinden, er vergisst, dass Amon nicht länger sein Verbündeter ist und entwickelt sich geistig nach und nach zum Kind zurück. Wie sich zeigt, ist der Sumpf ein allgegenwärtiges Lebewesen, das ihm mittels magischer Blumen die Erinnerungen abzapft, um so an sein Wissen zu gelangen.
Doch sein Plan wendet sich gegen ihn, als die Blumen auch Amon die falschen Erinnerungen nehmen, die der Tod ihm gegeben hat. Zusammen mit Draco befreit er den Magier, verfällt dann jedoch wieder der Macht des Unterweltherren.
Der Tempel der Unsterblichkeit
In einem Tempel im Dschungel hofft X, sowohl eine Heilung für Amon, als auch den Ausweg aus dem Totenreich zu finden. Doch auch die Sumpfentität ist auf dem Weg dorthin. Im Bereich des Tempels wirkt X’ Magie nicht mehr, so dass er den hier lebenden Eingeborenen wenig entgegensetzen kann. Sie überwältigen ihn, da ihr Schamane Böses in ihm spürt und wollen ihn bei lebendigem Leib kochen, als das Sumpfwesen in ihr Dorf einfällt. Es hat X’ dunkelsten Erinnerungen gespeichert und daraus einen bösen Doppelgänger des Magiers geschaffen, der von den Seelen zahlloser Menschen gespeist wird, die X in seiner finsteren Vergangenheit getötet hat. Es gelingt X jedoch, sich mit seinem abgespaltenen Teil zu vereinen und so seine Erinnerungen zurückzugewinnen.
Stärker als vorher betritt er nun den Tempel, wo ihm ein verschrobener Professor erst Hilfe anbietet und Amon tatsächlich von der Seele des Schwarzen Ritters befreit, sich aber selbst seines Körpers bemächtigen will. Der Plan, den der Professor mit Hilfe der Sumpfentität umzusetzen versucht, schlägt jedoch fehl. Die beiden Schurken finden ihr Ende und die wiedervereinten Helden können aus dem Tempel entkommen.
Im Land des toten Regenbogens
Über eine Regenbogenbrücke geht die Reise der Helden weiter durch verschiedene Totenreiche. Denn ihr bisher für den Tod gehaltener Feind stellt sich als lediglich als Reaper, einer von insgesamt sechs verschiedenen Toden heraus. Dabei zeigt Amon, obwohl er wieder er selbst ist, immer wieder Anzeichen der gnadenlosen Persönlichkeit des Schwarzen Ritters.
Zuerst durchqueren sie Viruls Reich der Seuchen, wo sie es mit lebenden Vogelscheuchen, sprechenden Raben und Rattenmenschen zu tun bekommen. Im Reich von Grave trachten ihnen Ghule und Skelettkrieger nach der Seele. Die Ebene Suns, des Herren der schönen Tode, ist ein zeitloses Paradies, doch auch das müssen die Helden hinter sich lassen, wobei sie aber zumindest die bösen, in X gefangenen Seelen dort zurücklassen, ihn somit also von ihrem Einfluss reinigen.
Der friedliche Wald des Tiertodes Pech bietet ihnen mehr Peinlichkeit, als Gefahr, doch die bekommen sie mehr als genug, als sie den Übergang zur Welt der Lebenden erreichen.
Denn dort hat Reaper seine Armee der Toten aufgestellt, um damit das Diesseits zu überrennen. Nur das Einschreiten des Lords der Toten, des wahren Todes, den Reaper vernichtet zu haben glaubte, kann die Invasion stoppen und die Helden den Weg zurück ins Leben gewähren.

### Akt 3 – Der Erbe des Silberstern Imperiums
Als Amon von Falkenfels noch ein kleiner Junge ist, leben in seiner Heimatstadt die Hexe Samantha und ihr Freund Romeo. Die beiden jungen Leute wissen nicht, dass sie bald das Zentrum politischer Intrigen zwischen den Grafen Silberstern und Guildenstern sein werden.
'Der Erbe des Silberstern Imperiums
Das Leben Samanthas und Romeos ändert sich von einem Tag auf den anderen, als der unermesslich reiche Graf Silberstern nach Falkenfels kommt und Romeo offenbart, dass er sein Sohn und Erbe sei. Samantha traut jedoch dem plötzlichen Glück nicht. Insbesondere, als die Goldreserven von Falkenfels geraubt werden und die Stadt so gezwungen ist, Teil von Silbersterns Finanzimperium zu werden. Außerdem missfällt ihr das Geturtel Romeos mit der schönen Catherine, die ihn vor seinem neuen Reichtum stets ignorierte. Das Problem der Rivalin löst sich, da diese kein Mensch, sondern ein bösartiger Nachtmahr ist, doch dem gerissenen Silberstern lässt sich nichts nachweisen.
Das Silberstern Manifest
Gezwungen, in Silbersterns Dienste zu treten, muss Samantha ihr Misstrauen gegen ihn ebenso zurückstehen wie ihre unklaren Gefühle für seinen Sohn Romeo, denn die Nachtmahre brennen auf Rache für ihre Königin Catherine und auch auf Silbersterns Anwesen geht nicht alles mit rechten Dingen zu. Romeos Schwester Alesia bedrängt die Neuankömmlinge mit unangebrachter Freizügigkeit und Samantha findet heraus, dass der Gründer der Silberstern-Dynastie einst einen Packt mit dem Gefallenen Gott, dem Herren des Bösen schloss. Seitdem lastet ein Fluch auf der Familie, der ihre Männer jung sterben lässt.
Während Silberstern sich mit seinem Leibwächter Artemis auf einer Expedition befindet, eine Hydra zu töten, die einer der Wächter des Konzils der Elemente ist, verbündet sich sein Konkurrent Graf Guildenstern mit den Nachtmahren, die für ihn das Silberstern-Anwesen in die Luft sprengen sollen. Während des Anschlags gelingt es zudem dem Gefallenen Gott aus seinem Gefängnis zu entkommen; nur durch Silbersterns Opfer gelingt Samantha, Romeo und Alesia die Flucht mit einem Luftschiff. Zuvor kommt es zum Kampf mit Guildenstern, bei dem Alesia ihre wahre Identität enthüllt: Sie ist nicht wirklich Silbersterns Tochter, sondern ein uralter Succubus. Mit ihren Dämonenkräften besiegt sie Guildenstern, der in den Trümmern des Anwesens zurückbleibt, wo ihn der Gefallene Gott in seinen Dienst aufnimmt.

## Produktion
Die ersten Skripte entstanden bereits 2005, aber erst im Jahre 2007 starteten die eigentlichen Aufnahmen der Produktion. 2010 erschienen die ersten sieben Episoden, anschließend erfolgte eine Pause von drei Jahren. Dieser Umstand war den Kritiken zur siebten Episode und Problemen mit den damaligen Hauptdarstellern des dritten Aktes geschuldet, sowie einer Handlungserweiterung, die der Produzent und Autor umsetzen wollte. Dadurch erhöhte sich die Spielzeit, von damals angekündigten über 30 Stunden auf über 70 Stunden. Ein Großteil der Aufnahmen der Produktion fand in Berlin im Studio Livelive statt. Insgesamt waren mehr als ein Dutzend Studios an den Aufnahmen beteiligt, unter anderem waren dies Stimmgerecht, Livelive, Studiofunk, Orange Sound, Holysoft Studios, M-Sound und Rheinklang. Den Hörspielen liegen farbige und illustrierte Booklets bei, die Hintergrundwissen und Erklärungen zur Welt der Letzten Helden präsentieren. Verantwortlich für die Cover war der Illustrator Niko Geyer. Zudem arbeiten zwei weitere Illustratoren an der grafischen Ausarbeitung der Letzten-Helden-Welt: Honoel Ibardolaza, der für Inlaygrafiken und Comics zuständig ist, sowie Karsten Klintsch, der ebenso Buch und Comicillustrationen anliefert. Nach 18 Jahren Produktionszeit wurde die letzte Folge „Der Letzte Held“ am 12. Juli 2023 veröffentlicht und bildet den Abschluss der Letzten Helden Konzil Saga.

## Schauspieler und Synchronsprecher
In der Hörspielserie finden sich zahlreiche aus Film und Fernsehen bekannte Schauspieler. Auch die Nebenrollen sind überwiegend prominent besetzt, darunter unter anderem Dieter Hallervorden. Für den Bereich der Kleinrollen wurden über 300 Sprecher besetzt. Aktuell bietet die Produktion über 350 Sprecher, laut Aussage des Produzenten werden am Ende der Produktion über 500 Sprecher beteiligt sein.
Hauptfiguren:
| Rolle                | Schauspieler             | Folgen            |
| -------------------- | ------------------------ | ----------------- |
| Sir Tiberius X       | Dietmar Wunder           | 1-12,18,23,24     |
| Amon von Falkenfels  | Kim Hasper               | 1-13, 18,20-24    |
| Eye                  | Engelbert von Nordhausen | 1-12,18,23,24     |
| Chronarius           | Christian Rode           | 1-24              |
| Wanderer             | Lutz Riedel              | 1-4,6-7, 18-24    |
| Draco                | Wolfgang Bahro           | 2,6,8-12          |
| Graf Guildenstern    | Gerrit Schmidt-Foß       | 6,7,14-18,24      |
| Graf Falkenfels      | Manfred Lehmann          | 5,6,7,13,17,18,24 |
| Sir Gavvendyle       | Eckart Dux               | 7,8,13,17,18      |
| Adran                | Philipp Zieschang        | 7,12,18,19,24     |
| Mana                 | Dascha Lehmann           | 7,18,24           |
| Romeo Silberstern    | Wanja Gerick             | 13-18,24          |
| Samantha Silberstern | Tanya Kahana             | 13-18,24          |
| Sakram Silberstern   | Hans-Jürgen Dittberner   | 13-18,24          |
| Alesia Silberstern   | Luisa Wietzorek          | 13-17             |
| Carlos Gigante       | Timmo Niesner            | 13-17             |
| Biscuit Beck         | Dominik Auer             | 13-17             |

Nebenfiguren:
| Rolle           | Schauspieler         | Folgen                 |
| --------------- | -------------------- | ---------------------- |
| Albin Adersin   | Klaus-Dieter Klebsch | 2,6,7,8,13,15,17,18,24 |
| Alfred          | Helmut Krauss        | 14-17                  |
| Artemis         | Ingo Albrecht        | 1,2,3,14-18,22         |
| Artur           | Roman Wolko          | 1,2,3,14-18,22         |
| Arachnae        | Joseline Gassen      | 1,7                    |
| Aura            | Bettina Zech         | 9,11,23                |
| Balthasar       | Jürgen Kluckert      | 8,11                   |
| Bastrabun       | Tom Vogt             | 3,10.11                |
| Carbonius       | Bert Stevens         | 1,13,18                |
| Cathrine        | Aninna Braunmiller   | 1,13,18                |
| Captain Skyne   | Mario Hassert        | 1,17                   |
| Cerberus        | Andreas Groeber      | 6,7,8,12               |
| Der Eine        | Gordon Piedesack     | 10,14,24               |
| Kain            | Bernd Rumpf          | 2                      |
| Maria           | Gabrielle Pietermann | 7                      |
| Michael         | Max Felder           | 7                      |
| Modo            | Thomas Petruo        | 7                      |
| Papier          | Hannes Maurer        | 13-16                  |
| Professor       | Thomas Wenke         | 11                     |
| Skeli           | Hennes Bender        | 8-11                   |
| Stimme der Zeit | Wolfgang Pampel      | 2,3,6,7,23             |
| Store           | Hans-Georg Panczak   | 1,6,7,18,24            |
| Ticker          | Santiago Ziesmer     | 1-24                   |
| Tod             | Thomas Friebe        | 7,8,12                 |

## Werke

### Hörspiele
| Folge                                           | Titel                                     | Datum      |
| ----------------------------------------------- | ----------------------------------------- | ---------- |
| Erster Akt: Das Konzil der Elemente             |                                           |            |
| 1                                               | Über den Wolken Mordens                   | 16.07.2010 |
| 2                                               | Die Katakomben von Danbar                 | 16.07.2010 |
| 3                                               | Die Wüste der Ewigkeit                    | 16.07.2010 |
| 4                                               | Das Herz des Kristallwaldes               | 17.09.2010 |
| 5                                               | Jenseits des Meeres der verlorenen Seelen | 08.10.2010 |
| 6                                               | Das Tor der Toten                         | 29.10.2010 |
| Zweiter Akt: Der Lord der Toten                 |                                           |            |
| 7                                               | Das todgeweihte Kind                      | 17.12.2010 |
| 8                                               | Das Turnier der Zauberer                  | 16.07.2014 |
| 9                                               | Die Festung des Frostwurms                | 16.07.2014 |
| 10                                              | Der Sumpf des Vergessens                  | 16.07.2014 |
| 11                                              | Der Tempel der Unsterblichkeit            | 11.09.2014 |
| 12                                              | Im Land des toten Regenbogens             | 11.09.2014 |
| Dritter Akt: Der Erbe des Silberstern Imperiums |                                           |            |
| 13                                              | Der Erbe des Silberstern Imperiums        | 03.10.2014 |
| 14                                              | Das Silberstern Manifest                  | 31.10.2016 |
| 15                                              | Guildensterns Triumph                     | 26.08.2022 |
| 16                                              | Die Hexenkönigin                          | 25.11.2022 |
| 17                                              | Gefangene des Imperiums                   | 28.11.2022 |
| 18                                              | Das Konzil der Elemente                   | 12.12.2022 |
| Vierter Akt: Die letzten Helden                 |                                           |            |
| 19                                              | Am Ende der Welt                          | 02.02.2023 |
| 20                                              | Das Schwert der Hoffnung                  | 03.03.2023 |
| 21                                              | Der Ruf des Meuchlers                     | 04.04.2023 |
| 22                                              | Die Festung Falkenfels                    | 05.05.2023 |
| 23                                              | Der Herr der Zeit                         | 06.06.2023 |
| 24                                              | Der letzte Held                           | 12.07.2023 |

Sonderepisoden
1. David Holy: Das Kloster des Grauens (Die letzten Helden, 1 CD), 2014
2. David Holy: Der Puppenmacher (Die letzten Helden, 1 CD), 2015
3. David Holy: Das silberne Imperium (Die letzten Helden, 1 CD), 2015

### Bücher
1. David Holy: Silbersterns Meisterplan (Die letzten Helden, 364 Seiten), 2013
2. David Holy: Herr der Albträume (Die letzten Helden, 400 Seiten), 2015
3. David Holy: Das todgeweihte Kind (Die letzten Helden, 400 Seiten), 2015

### Hörbücher
1. David Holy: Silbersterns Meisterplan (Die letzten Helden, gelesen von Dirk Hardegen), 2013
2. David Holy: Herr der Albträume (Die letzten Helden, gelesen von Dirk Hardegen), 2014

## Trivia
- Ursprünglich hieß die Serie Die Abenteuer des SirX. Jedoch ist SirX ein aktiv wirkender Pornoproduzent im SM-Bereich, daher die Änderung in Die letzten Helden.
- Marie Bierstedt und Daniel Montoya sprachen in einer alten Version Romeo und Samantha Silberstern, wurden aber ausgetauscht.
- In jeder Episode finden sich Persiflagen unserer Welt oder von bekannten Märchen.
- Im ersten Konzept der Serie ging es nur um die Gefährten X, Amon und Eye. Erst später wurde das Konzept auf mehrere Akte erweitert.
- David Holy reichte damals das Serienkonzept und Dialogbücher an den Rechteinhaber des Schwarzen Auges. Den Zuschlag bekam Europa.
- Die Premiere der ersten Folge fand in Form einer Internetradioübertragung statt. Zu der Folge waren Björn Korthof und David Holy im Chat.